# Florian von Manteuffel

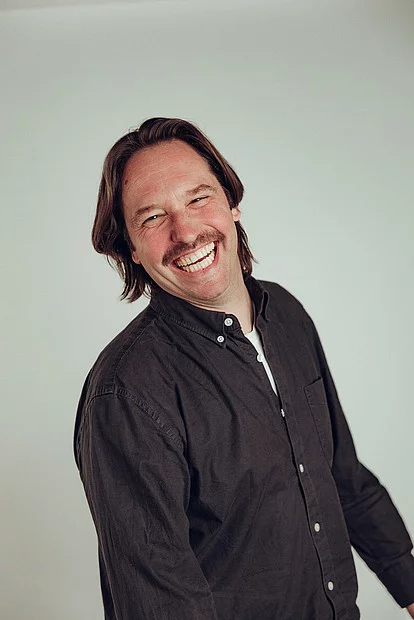
Florian von Manteuffel (2025). Foto: Joel Heyd

Florian von Manteuffel (* 1973 in München) ist ein deutsch-schweizerischer Schauspieler und Hörspielsprecher.

## Leben und künstlerische Karriere
Florian von Manteuffel ist der Sohn der Schauspielerin Maya Speth und des Schauspielers Felix von Manteuffel.
Von Manteuffel studierte nach einer Ausbildung zum Steinmetz und Bildhauer von 1999 bis 2001 Schauspiel an der Schauspiel München. Ab 2002 arbeitete er am Theater Bielefeld, ab 2005 am Staatsschauspiel Stuttgart, ab 2013 am Schauspielhaus Wien und ab 2015 am Theater Basel. An diesen Theatern arbeitete er mit zahlreichen namhaften Regisseurinnen und Regisseuren zusammen, u. a. mit René Pollesch, Volker Lösch, Sebastian Baumgarten, Stephan Rottkamp, Karin Henkel, Claudia Bauer, Schorsch Kamerun, Simon Stone, Julia Hölscher, Robert Icke, Mateja Koležnik und Ulrich Rasche. Seit der Spielzeit 2019/20 ist er festes Ensemblemitglied am Residenztheater München (Bayerisches Staatsschauspiel).
Florian von Manteuffel lebt in München.

## Hörspiele (Auswahl)
- 2012: von Rainer Schildberger: Nervenkostüm – Regie: Alexander Schuhmacher

## Filmographie (Auswahl)
- 1981: Frohes Fest
- 1998: Die Ehrabschneider
- 2002: Wunderbare Tage
- 2010: Ein Praktikant fürs Leben
- 2017: Drei Schwestern (als Herbert). Nach Anton Pawlowitsch Tschechow. Inszenierung: Simon Stone (3sat-Fernsehaufzeichnung der Uraufführungsinszenierung vom Theater Basel)[2]
- 2018: Fake Fiction
- 2021: Tatort: Dreams
- 2022: Völlig meschugge?! – Der gefallene Stern

## Theater (Auswahl)

### Schauspielhaus Wien
- 2013: Princip - Dieses Grab ist mir zu klein (als Auftraggeber). Von Biljana Srbljanović. Inszenierung: Michał Zadara
- 2015: Johnny Breitwieser (als Schödl, sein Mörder). Von Thomas Arzt und Jherek Bischoff (Komposition). Inszenierung: Alexander Charim[3]

### Theater Basel
- 2015: Edward II. - Die Liebe bin ich (als Peer #1). Von Ewald Palmetshofer nach Christopher Marlowe. Inszenierung: Nora Schlocker (Koproduktion mit dem Schauspielhaus Wien und den Wiener Festwochen)
- 2015: Schlafgänger (Ensemble). Nach dem Roman von Dorothee Elmiger. Inszenierung: Julia Hölscher
- 2016: Der Menschen Feind (als Alceste). Von PeterLicht nach Molière. Inszenierung: Claudia Bauer
- 2016: Was ihr wollt (als Sir Toby Rülps). Von William Shakespeare. Inszenierung: Julia Hölscher
- 2016: Urfaust (als Wagner / Lustiger Geselle in Auerbachs Keller). Von Johann Wolfgang von Goethe. Inszenierung: Nora Schlocker
- 2016: Drei Schwestern (als Herbert). Nach Anton Pawlowitsch Tschechow. Inszenierung: Simon Stone
- 2017: Klub Roter Oktober - Sehen ist gut zu denken (Ensemble). Von Joël László. Inszenierung: Calle Fuhr
- 2017: Klub Roter Oktober - Gorki & Bunin. Lesung nach Maxim Gorki und Iwan Alexejewitsch Bunin
- 2018: Tartuffe oder das Schwein der Weisen (als Orgon). Von PeterLicht nach Molière. Inszenierung: Claudia Bauer
- 2018: Romulus der Grosse (als Tullius Rotundus / Mares, Minister). Von Friedrich Dürrenmatt. Inszenierung: Franz-Xaver Mayr
- 2019: Yerma (als Juan). Von Federico García Lorca. Inszenierung: Mateja Koležnik
- 2019: Hexenjagd (als John Proctor). Von Arthur Miller. Inszenierung: Robert Icke[4]
- 2023: Erfolg (als Dr. Otto Klenk). Nach Lion Feuchtwanger. Inszenierung: Stefan Bachmann
- 2023: Peer Gynt (als Peer Gynt, Aases Sohn / Vater des Bräutigams / Eine Stimme im Dunkeln). Nach Henrik Ibsen. Inszenierung: Sebastian Baumgarten

### Residenztheater München
- 2019: Die Verlorenen (als Harald). Von Ewald Palmetshofer. Inszenierung: Nora Schlocker
- 2019: Drei Schwestern (als Herbert). Nach Anton Pawlowitsch Tschechow. Inszenierung: Simon Stone (Übernahme der Uraufführungsinszenierung vom Theater Basel)[5][6][7][8]
- 2019: Amphitryon (als Amphitryon). Nach Heinrich von Kleist. Inszenierung: Julia Hölscher
- 2019: Der eingebildete Kranke oder das Klistier der reinen Vernunft (als Argan). Von PeterLicht nach Molière. Inszenierung: Claudia Bauer[9][10][11][12]
- 2020: Dantons Tod (als Danton). Nach Georg Büchner. Inszenierung: Sebastian Baumgarten[13][14][15]
- 2020: Tagebuch eines geschlossenen Theaters #21 und #146
- 2021: Cyrano de Bergerac (als Cyrano – Einsamkeit A). nach Edmond Rostand in einer Bearbeitung für zwei Einsamkeiten von Federico Bellini und Antonio Latella[16][17]
- 2022: Hamlet (als Reynaldo/Rosencrantz). Nach William Shakespeare. Inszenierung: Robert Borgmann[18]
- 2022: Valentiniade. Sportliches Singspiel mit allen Mitteln. Von und nach Karl Valentin und mit Texten von Michel Decar. Inszenierung: Claudia Bauer[19]
- 2022: Die Spiele müssen weiter gehen - München 1972 (Div. Rollen). Von Regine Dura. Inszenierung: Hans-Werner Kroesinger und Regine Dura[20][21][22][23]
- 2022: Tartuffe oder das Schwein der Weisen (als Orgon). Von PeterLicht nach Molière. Inszenierung: Claudia Bauer (Übernahme vom Theater Basel)[24]
- 2023: Erfolg (als Dr. Otto Klenk). Nach Lion Feuchtwanger – bearbeitet von Barbara Sommer und Stefan Bachmann. Inszenierung: Stefan Bachmann[25][26][27]
- 2023: Peer Gynt (als Peer Gynt, Aases Sohn / Vater des Bräutigams / Eine Stimme im Dunkeln). Nach Henrik Ibsen. Inszenierung: Sebastian Baumgarten[28]
- 2024: Moby Dick (als Walfänger / Kapitän der „Samuel Enderby“). Inszenierung: Stefan Pucher[29][30][31]
- 2024: Das Schloss. Nach Franz Kafka. Inszenierung: Karin Henkel[32][33][34][35][36][37][38][39]
- 2024: Ein Sommernachtstraum (als Klaus Zettel). Nach William Shakespeare. Inszenierung: Stephan Kimmig[40][41][42][43][44]
- 2024: Sommernacht. Alpen. Traum – Shakespeare für Kinder. Inszenierung Demjan Duran[45]
- 2025: Warten auf Godot (als Wladimir). Von Samuel Beckett. Inszenierung: Claudia Bauer[46][47][48]
- 2025: Gschichtn vom Brandner Kaspar (als Boandlkramer). Volksstück von Franz Xaver Kroetz frei nach Motiven von Franz von Kobell. Inszenierung: Philipp Stölzl[49][50][51][52][53][54][55]

## Ehrungen und Auszeichnungen
- 2017: Einladung zum Berliner Theatertreffen mit Ensemble für Drei Schwestern (Theater Basel)
- 2017: Einladung zum Schweizer Theatertreffen mit Ensemble für Drei Schwestern (Theater Basel)
- 2017: Stück des Jahres (Theater heute) mit Ensemble für Drei Schwestern (Theater Basel)
- 2017: Nominierung für Nestroy-Theaterpreis für Drei Schwestern (Theater Basel) als beste Aufführung im deutschsprachigen Raum